# Кало (Тверская область)
Кало — хутор в Максатихинском районе Тверской области. Входит в состав Зареченского сельского поселения.

## География
Находится в северо-восточной части Тверской области на расстоянии приблизительно 15 км по прямой на юг-юго-запад от районного центра поселка Максатиха.

## История
Хутор на дореволюционной карте не отмечался. В 1941 году здесь было отмечено 10 дворов. До 2014 года входил в Кострецкое сельское поселение до его упразднения.

## Население
Численность населения: 4 человека (русские 100 %) в 2002 году, 0 в 2010.